# Kaala-Gomen
Kaala-Gomen – miasto na Nowej Kaledonii (terytorium zależne Francji). Według danych szacunkowych na rok 2010 liczy 1966 mieszkańców.